# Betriebshof Tegel

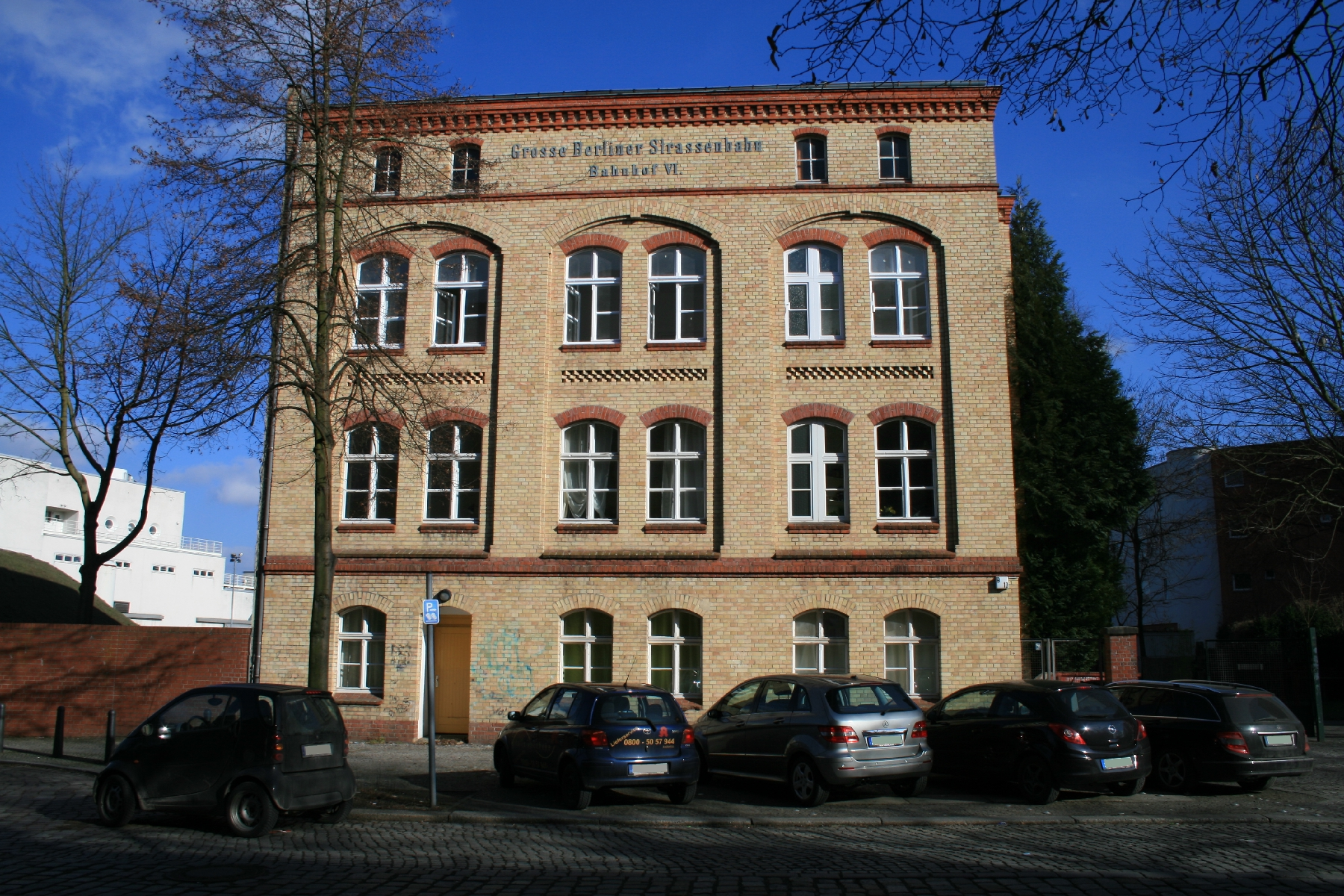
Ehemaliges Verwaltungsgebäude, 2013

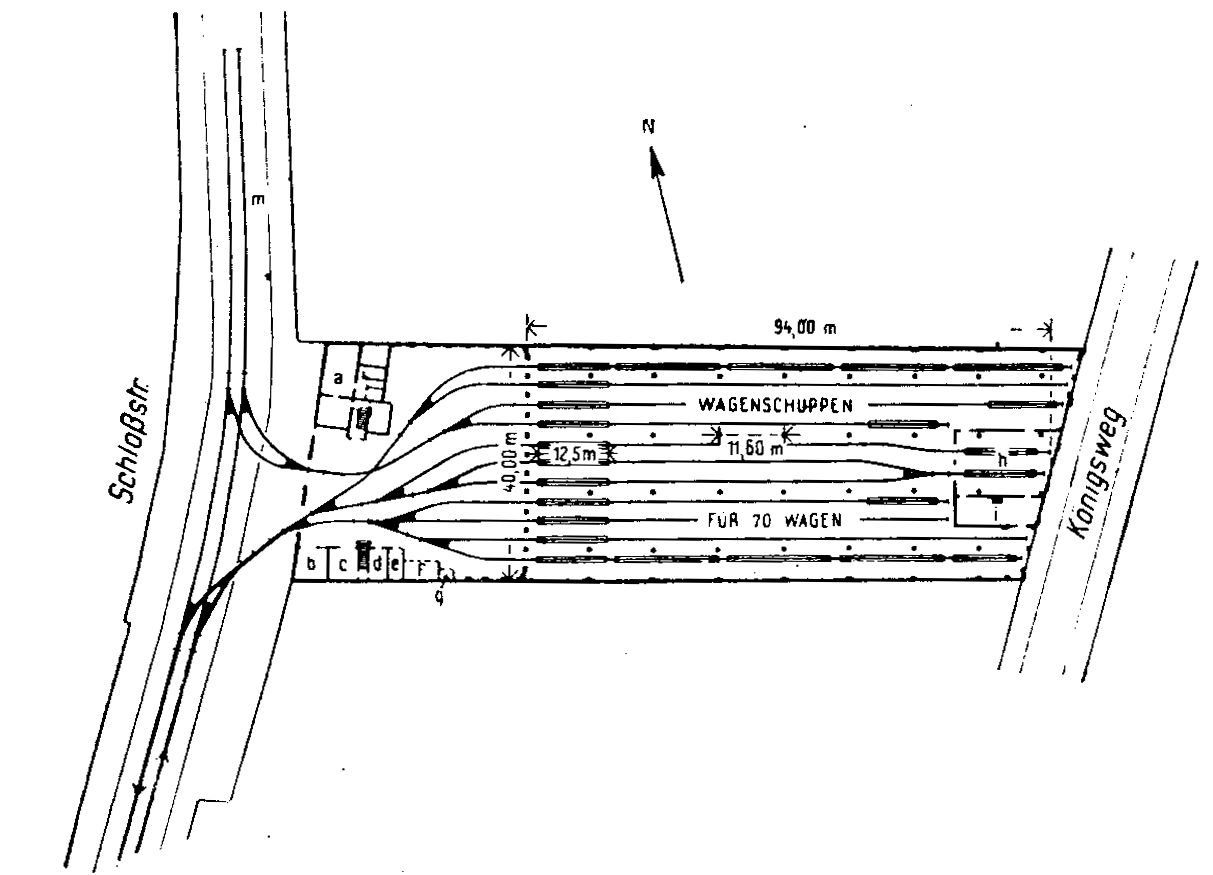
Gleisplan des Betriebshofs, 1918

Der Betriebshof Tegel (ⓘ) ist ein ehemaliger Straßenbahn-Betriebshof im Norden Berlins. Er wurde 1900 von der Großen Berliner Straßenbahn als Bahnhof VI eröffnet und 1958 durch die Berliner Verkehrsbetriebe (BVG) geschlossen. Von den Anlagen sind das ehemalige Verwaltungs- und Wirtschaftsgebäude erhalten geblieben, die als Baudenkmal in der Berliner Landesdenkmalliste aufgeführt sind.

## Lage und Aufbau
Der Hof liegt an der Schloßstraße 7–10 im Ortsteil Tegel des Bezirks Reinickendorf. Das Grundstück mit einer Fläche von 9179 Quadratmetern zog sich bis zum Königsweg hin. Dienst- und Nebengebäude waren in separaten Gebäuden im vorderen Teil des Grundstücks untergebracht, im rückwärtigen Teil befand sich die Wagenhalle mit elf Hallengleisen und Platz für 70 Wagen. Werkstätte, Lackiererei und Schlosserei waren in diese integriert. Die Halle wurde nach Einstellung des Straßenbahnbetriebs in Tegel zurückgebaut, an ihrer Stelle befinden sich heute Parkplätze.

## Geschichte
Der Hof wurde zeitgleich mit der Elektrifizierung der Straßenbahnstrecke nach Tegel am 13. Juli 1900 eröffnet. Er war einer von insgesamt acht Betriebshöfen, die die GBS anlässlich der Netzelektrifizierung errichten ließ. Der Grundaufbau der Höfe wurde weitgehend einheitlich nach Plänen von Joseph Fischer-Dick gestaltet. Bedingt durch die Randlage der Strecke fiel der Hof gegenüber den anderen jedoch kleiner aus, Rangierbewegungen mussten größtenteils auf der Schloßstraße durchgeführt werden. Die Notwendigkeit für einen Betriebshof ergaben sich aus der Tatsache, dass in Tegel drei Linien endeten, die an den Wochenenden bis zu 60.000 Ausflügler transportieren mussten.
Zu den Stammlinien des Hofes zählten ebenjene nach Tegel, darunter zunächst die Linie 25 zur Kreuzung Charlottenstraße Ecke Friedrichstraße. Nach der Übernahme der Heiligenseer Straßenbahn wurden derer beide Linien 28 und 128 auch in Tegel beheimatet, hinzu kam die Linie 27 von Tegel nach Britz beziehungsweise Buckow. Die Wagen der 25 waren hingegen nach 1927 im neu eröffneten Betriebshof Müllerstraße untergebracht.
Im Zweiten Weltkrieg blieb der Norden Berlins relativ verschont, so dass nach Kriegsende bald wieder der Verkehr rollen konnte. Am 20. Mai 1945 gingen die Linien 28 und 128 vom Betriebshof Tegel nach Tegelort beziehungsweise Heiligensee wieder in Betrieb. Eine Woche darauf fuhren sie weiter bis zur Seestraße. Bis 1947 waren die meisten Strecken wieder in Betrieb. In den 1950er Jahren war der Straßenbahnverkehr nach Tegel und darüber hinaus sehr intensiv. Die hier verkehrenden Linien, nach 1945 waren dies die 25, 28, 128 (ab 1949: 29) und 41 wurden tagsüber mit mehreren Einsetzern verstärkt. Als Fahrzeuge kamen standardmäßig die Triebwagen der Reihen T 24, TM 31 U und T 33 U sowie die Beiwagen des Typs B 24 zum Einsatz. Die vor allem im Ausflugsverkehr stark nachgefragten Linien 28 und 29 wurden teilweise mit T 24/49, die gegenüber den T 24 stärkere Motoren hatten, und zwei vierachsigen Beiwagen des Typs BDM 26 gefahren. Die großen Beiwagen waren daher in den 1950er Jahren auf den Höfen Tegel und Müllerstraße, von wo aus die Linien überwiegend eingesetzt wurden, beheimatet.
Mit der Verlängerung der U-Bahn-Linie C (heute: U6) vom Kurt-Schumacher-Platz nach Tegel am 31. Mai 1958 wurden die Tegeler Linien einschließlich der Höfe Tegel und Müllerstraße stillgelegt. Während die Wagenhalle später abgerissen wurde, dient der ehemalige Verwaltungsbau seitdem als Wohnhaus.